# Aidabaleten
Aidabaleten ist ein osttimoresischer Suco im Verwaltungsamt Atabae (Gemeinde Bobonaro).

## Geographie
Aidabaleten liegt im Westen des Verwaltungsamts Atabae. Östlich liegen die Sucos Rairobo und Hataz. Südlich liegt das Verwaltungsamt Balibo mit seinen Sucos Leolima und Sanirin, nördlich befindet sich der Suco Vatuboro (Verwaltungsamt Loes, Gemeinde Liquiçá). Die Nordgrenze bildet der Fluss Lóis, der hier in die Sawusee mündet. Durch den Norden des Sucos fließt aus Rairobo kommend der Fluss Berita. Von der südlichen Grenze Rairobos zu Aidabaleten kommt der Fatuburu, der sich mit dem in Aidabaleten entspringenden Fluss Hatabluturo vereinigt und dann den Fatumolin bildet. Dieser mündet kurz darauf südlich des Siedlungszentrums des Sucos Atabae in die Sawusee. Der im Süden entspringende Fluss Matenua fließt nach Osten ab uns mündet in den Nunura, der später in den Lóis fließt. An der Küste im Süden liegen kleinere Seen, wie der Lago Hatsun und der Lago Biacou. Die Südwestspitze des Sucos bildet das Kap Fatu Sue. Aidabaleten hat eine Fläche von 99,39 km² und teilt sich in die sieben Aldeias Aidabaleten, Biacou, Harame, Meguir (Miguir), Sulilaran, Tasi Mean und Tutubaba (Tutu Baba).
Das Siedlungszentrum im Nordwesten des Sucos besteht aus mehreren zusammenhängenden Orten. Der Küstenort Aidabaleten liegt in der Aldeia Tutubaba, am Südufer des Berita. Es ist der Verwaltungssitz des Verwaltungsamts Atabae, weswegen es auch immer wieder als „Atabae“ bezeichnet wird. Nördlich des Beritas befindet sich der Ort Malebauk. Östlich liegen die Ortsteile Talilaran und Merdeka. Weiter nach Süden befinden sich Malarara, Fatumolin (Fatumulin) und Fatulagung.
Im Norden liegen nah dem Lóis die Dörfer Nunagbae und Ailok Laran (Kailokolaran). Die nördliche Küstenstraße, die im Suco zuerst aus Rairobo kommend dem Lóis folgt, führt ab Ailok Laran dem Küstenverlauf. An ihr liegen südlich des Siedlungszentrums Aidabalaten die Dörfer Makote, Cotalaran (Kotalaran), Enelaran und Biacou am Lago Biacou. Hier schwenkt die Küstenstraße in das Landesinnere. An ihr liegen dann an der Grenze zu Balibo die Dörfer Biahian, Meguir und abseits Melelaram und Kilibain. Im Landesinneren, in Richtung Grenze zu Hataz, liegen (von West nach Ost) die Dörfer Malepun, Harame, Damlaran, Ramelaran, Letelaran, Farumea, Aidabaleten (in der Aldeia Aidabaleten) und Coitapo (Kuitapo, Aikau).

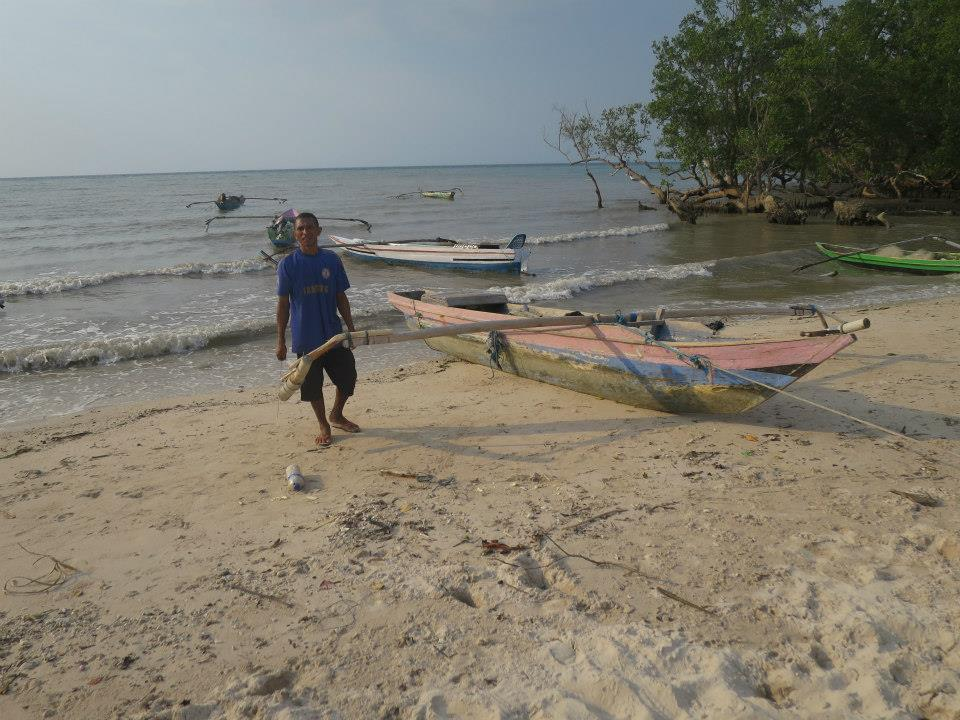
Am Strand von Biacou
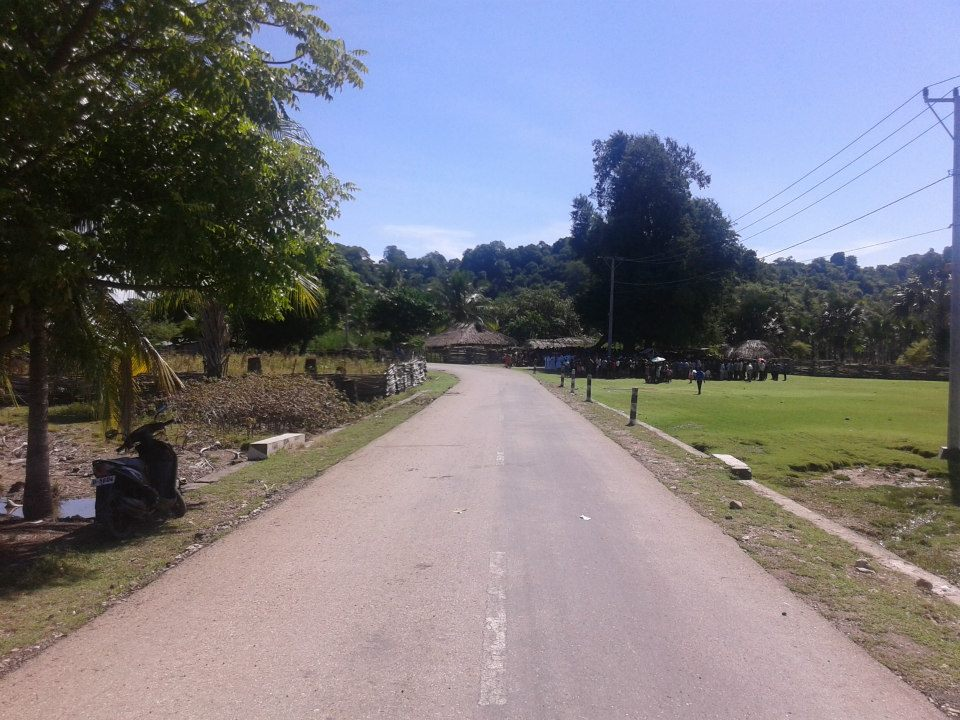
Straße in Aidabaleten
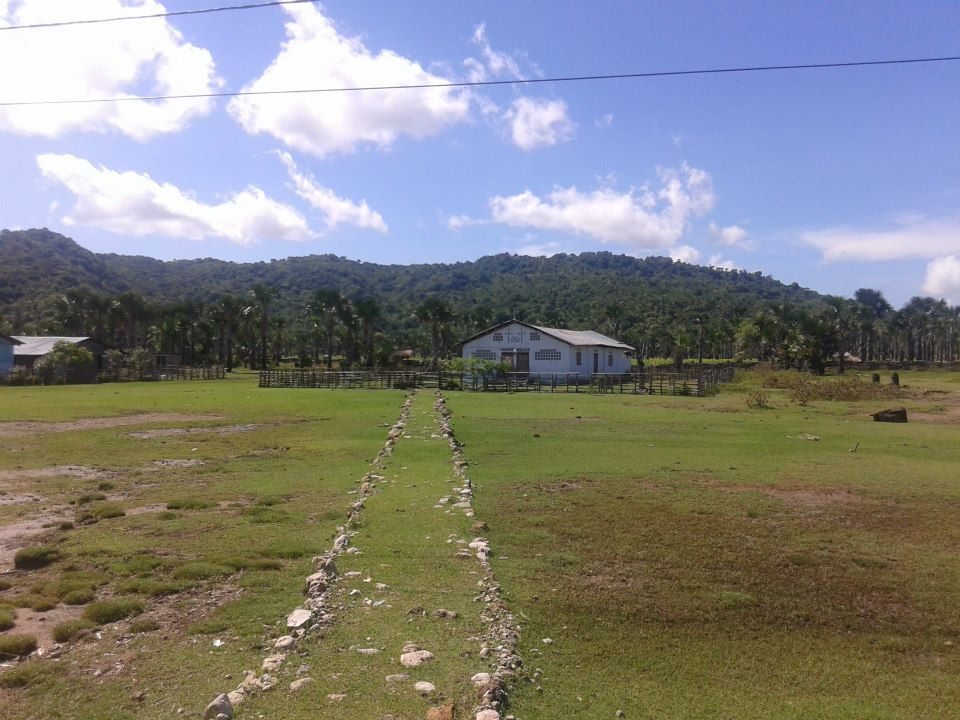
Kapelle an der Straße

| Name                 | Alternativnamen | Koordinaten           | Höhe  | Aldeia             |
| -------------------- | --------------- | --------------------- | ----- | ------------------ |
| Foho Fatukbote       | Fatukbote       | 08° 53′ S, 125° 08′ O | 370 m | Aidabaleten        |
| Foho Hatlaun         | Hatlaun         | 08° 52′ S, 125° 08′ O | 545 m | Aidabaleten        |
| Foho Hatumelau       | Hatumelau       | 08° 51′ S, 125° 09′ O | 408 m | Aidabaleten        |
| Taruik Haturame      | Haturame        | 08° 51′ S, 125° 07′ O | 375 m | Aidabaleten        |
| Foho Manupulete      | Manupulete      | 08° 52′ S, 125° 09′ O | 509 m | Aidabaleten        |
| Taruik Baubililaun   | Baubililaun     | 08° 51′ S, 125° 04′ O | 244 m | Biacou             |
| Foho Berai           | Berai           | 08° 51′ S, 125° 03′ O | 344 m | Biacou/Meguir      |
| Ingerhitoe           | Foho Monduki    | 08° 51′ S, 125° 03′ O | 416 m | Biacou/Meguir      |
| Taruik Kotaana       | Kotaana         | 08° 50′ S, 125° 03′ O | 191 m | Biacou             |
| Foho Luhabuten       | Luhabuten       | 08° 51′ S, 125° 03′ O | 407 m | Biacou/Meguir      |
| Taruik Panahi        | Panahi          | 08° 51′ S, 125° 04′ O | 246 m | Biacou/Harame      |
| Taruik Panetah       | Panetah         | 08° 51′ S, 125° 04′ O | 254 m | Biacou             |
| Taruik Simulaun      | Simulaun        | 08° 50′ S, 125° 04′ O | 116 m | Biacou             |
| Taruik Beulo         | Beulo           | 08° 53′ S, 125° 05′ O | 282 m | Harame             |
| Foho Bialibatlaun    | Bialibatlaun    | 08° 51′ S, 125° 07′ O | 355 m | Harame             |
| Taruik Fomatlaun     | Fomatlaun       | 08° 51′ S, 125° 05′ O | 242 m | Harame             |
| Taruik Leilurun      | Leilurun        | 08° 50′ S, 125° 06′ O | 331 m | Harame             |
| Taruik Leloban       | Leloban         | 08° 51′ S, 125° 06′ O | 252 m | Harame             |
| Taruik Baupaklaun    | Baupaklaun      | 08° 52′ S, 125° 03′ O | 135 m | Meguir             |
| Foho Boro            | Boro            | 08° 51′ S, 125° 02′ O | 260 m | Meguir             |
| Taruik Irlelolaun    | Irlelolaun      | 08° 51′ S, 125° 03′ O | 188 m | Meguir             |
| Taruik Dulauf        | Dulauf          | 08° 52′ S, 125° 01′ O | 97 m  | Meguir             |
| Foho Lauhuen         | Lauhuen         | 08° 52′ S, 125° 01′ O | 54 m  | Meguir             |
| Foho Melalaun        | Melalaun        | 08° 51′ S, 125° 02′ O | 265 m | Meguir             |
| Taruik Remiaklaun    | Remiaklaun      | 08° 52′ S, 125° 03′ O | 51 m  | Meguir             |
| Taruik Semautlaun    | Semautlaun      | 08° 51′ S, 125° 01′ O | 202 m | Meguir             |
| Taruik Aiaulubein    | Aiaulubein      | 08° 50′ S, 125° 05′ O | 233 m | Sulilaran          |
| Taruik Irtelolan     | Irtelolan       | 08° 49′ S, 125° 05′ O | 110 m | Sulilaran          |
| Taruik Tikarlaun     | Tikarlaun       | 08° 49′ S, 125° 05′ O | 205 m | Sulilaran          |
| Foho Tutubaba        | Tutubaba        | 08° 49′ S, 125° 06′ O | 336 m | Sulilaran/Tutubaba |
| Taruik Baihuanlaun   | Baihuanlaun     | 08° 45′ S, 125° 07′ O | 80 m  | Tasi Mean          |
| Taruik Bibilaun      | Bibilaun        | 08° 46′ S, 125° 07′ O | 77 m  | Tasi Mean          |
| Taruik Blaelakatlaun | Blaelakatlaun   | 08° 45′ S, 125° 06′ O | 36 m  | Tasi Mean          |
| Taruik Kotanalaun    | Kotanalaun      | 08° 45′ S, 125° 06′ O | 37 m  | Tasi Mean          |
| Taruik Ososolaun     | Ososolaun       | 08° 46′ S, 125° 06′ O | 42 m  | Tasi Mean          |
| Foho Aipanas         | Aipanas         | 08° 48′ S, 125° 06′ O | 271 m | Tutubaba           |

## Einwohner

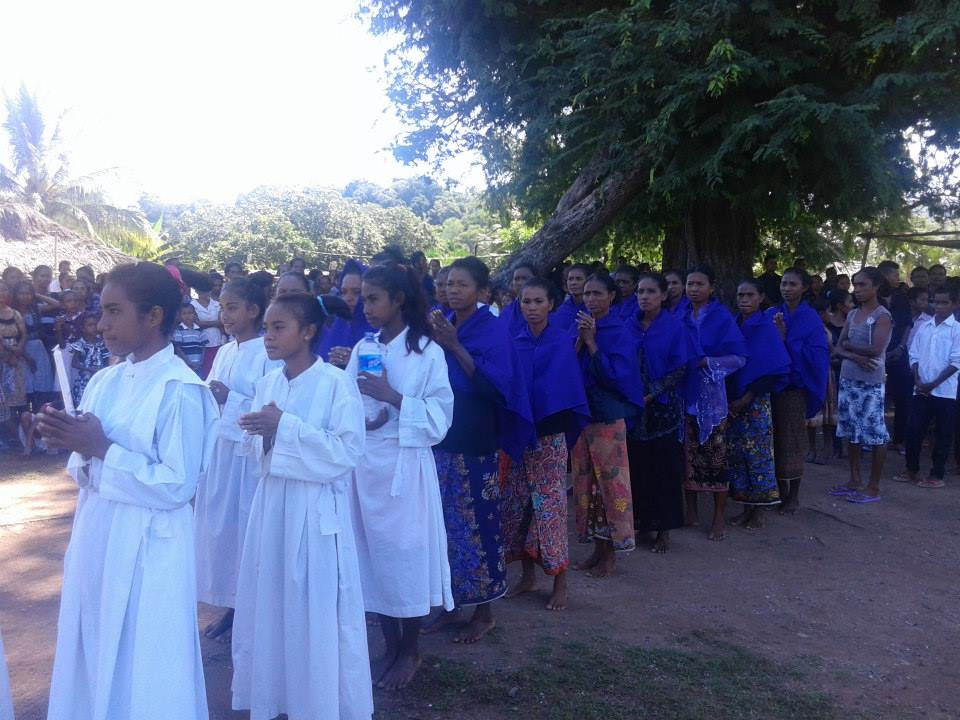
Karfreitagsprozession im Küstenort Aidabaleten

Im Suco leben 6.926 Einwohner (2022), davon sind 3.622 Männer und 3.304 Frauen. Im Suco gibt es 1.297 Haushalte. Über 85 % der Einwohner geben Kemak als ihre Muttersprache an. Über 10 % sprechen Tetum Prasa, kleine Minderheiten Tetum Terik und Habun.

## Geschichte

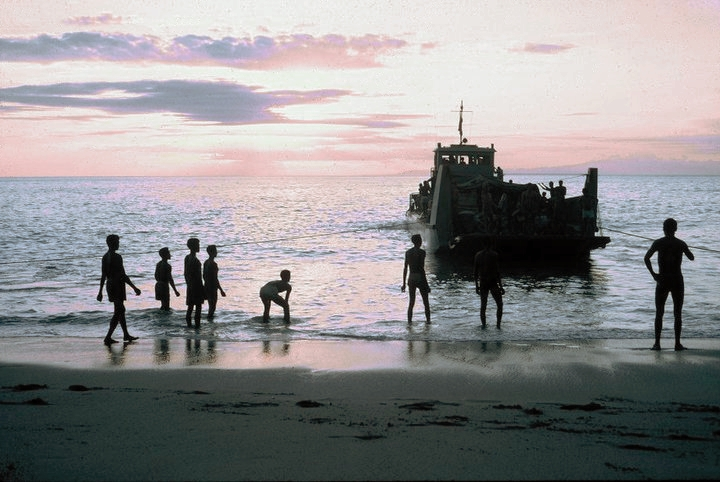
Das portugiesisches Landungsboot Loes an der Küste von Atabae (1970)

### Das Reich Cotubaba
Das Reich von Cotubaba (heute Tutubaba) produzierte bereits in der zweiten Hälfte des 19. Jahrhunderts Kaffee in größeren Mengen. Exportiert wurde er über den Hafen von Atapupu weiter westlich, der in unter niederländischer Oberhoheit stand. Nach der ersten Grenzziehung auf Timor zwischen den Niederlanden und Portugal waren Cotubaba und die benachbarten Reiche von Maubara und Cowa für die Portugiesen ein ständiger Unruheherd. Portugiesische Berichte beschuldigten niederländische Missionare als Unruhestifter. Außerdem war Cotubabas Herrscher Alexandre da Costa Mendes (1868–1896) von den Niederländern in ihrem Hauptort Kupang ausgebildet worden und konnte in Malaiisch lesen und schreiben.
Bereits 1865 kam es in Cotubaba zu einem Überfall von Kriegern auf portugiesische Truppen. Cowa und Balibo schlossen sich dem Aufstand an. Portugal reagierte mit dem Beschuss der Küste durch die 13 Geschütze der Dampfschiffkorvette Sá de Bandeira.
1893 rebellierten die Herrscher von Atabae und Maubara. Cotubaba stellte sich an die Seite von Portugal und erhielt daher auch Entschädigungen in Form von Geld, Büffeln und Schweinen von Atabae, als es am 14. Juli kapitulierte. 1894 begann Portugal eine Offensive im Westen ihres Herrschaftsgebiets gegen die rebellischen Herrscher. Dabei wurde in Cowa im September 1895 ein portugiesisches Expeditionskorps komplett von den Timoresen aufgerieben. Bei der Vergeltungsaktion durch Gouverneur José Celestino da Silva wurde der Ort Cotubaba den Erdboden gleichgemacht und jeder Einwohner, der nicht fliehen konnte, getötet. Dom Alexandre da Costa Mendes und zahlreiche andere Kemak flohen in das niederländische Westtimor und ließen sich in Fatukmetan (Desa Kenebibi, Regierungsbezirk Kakuluk Mesak), vier Kilometer östlich von Atapupu nieder. 1897 erklärten die Portugiesen das Reich von Cotubaba für aufgelöst.

### 20. Jahrhundert

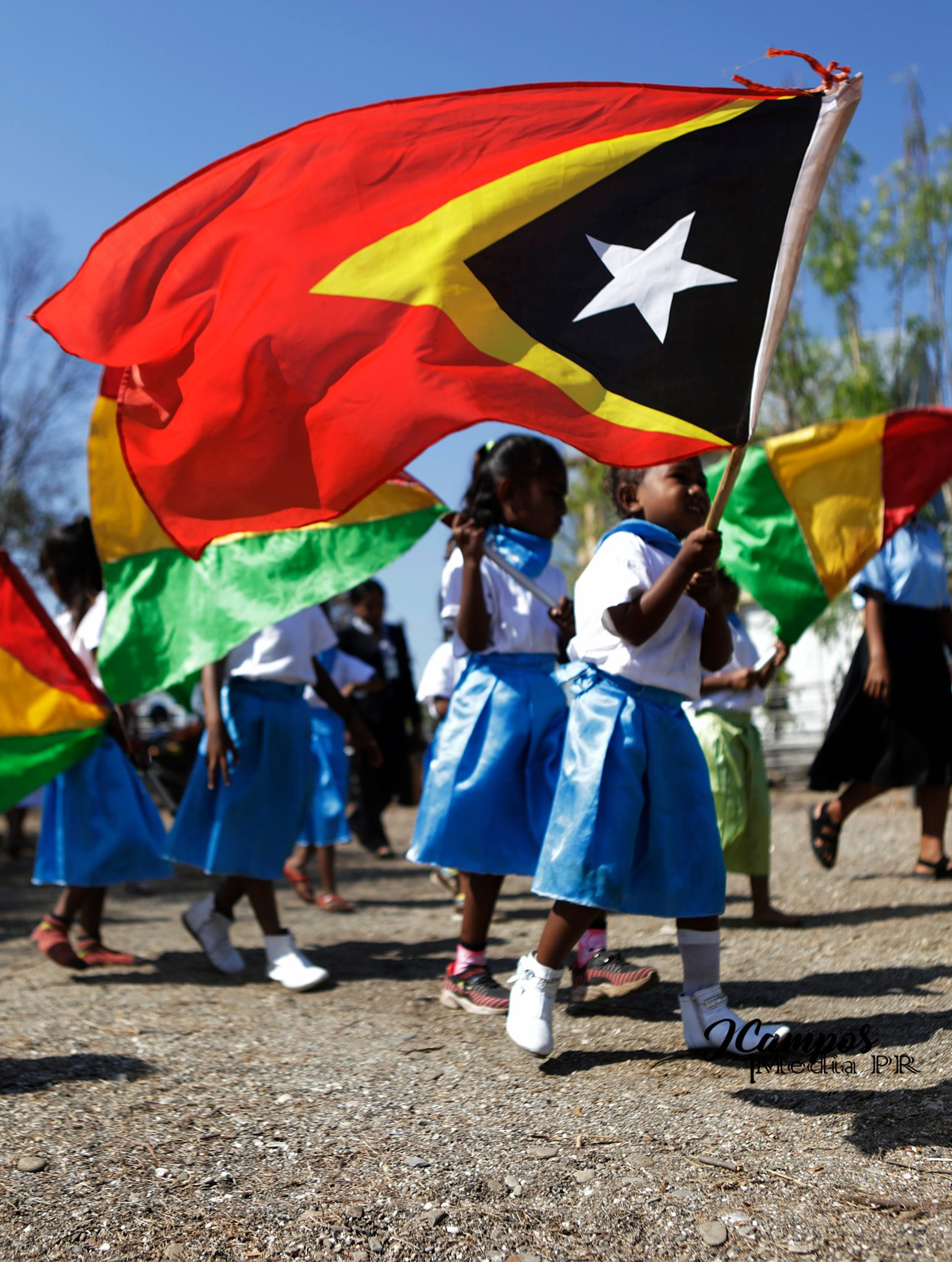
Proklamationstag 2019

Ab Oktober 1975 nutzten indonesische Truppen das Chaos vor dem Abzug der portugiesischen Kolonialherren in Osttimor und besetzten nach und nach die Kreise Bobonaro, Cova Lima und Oe-Cusse Ambeno. Noch Anfang November leisteten Kämpfer der FRETILIN unter Aquiles Freitas Soares in Atabae Widerstand. Ab Mitte November beschossen die Indonesier Aidabaleten von See aus. Am 26. November stellten die Osttimoresen den Widerstand ein und die Indonesier besetzten den Ort am Morgen des 28. Novembers. Daraufhin entschloss sich die FRETILIN am selben Tag die Unabhängigkeit Osttimors zu erklären, in der Hoffnung, dass die Vereinten Nationen das neue Land anerkennen und unterstützen würden. Die Hoffnung erfüllte sich nicht. Osttimor wurde völkerrechtswidrig komplett annektiert und erlangte erst wieder 2002 seine Unabhängigkeit.
Am 11. Dezember 2000 wurde ein australischer Soldat der INTERFET in Aidabaleten durch eine Explosion verletzt. Als Täter vermutete man eine pro-indonesische Miliz.

### Im unabhängigen Osttimor
Nah dem Hauptort Aidabaleten überfielen am 24. Februar 2003 zehn ehemalige Mitglieder einer pro-indonesischer Miliz einen Bus. Zwei Menschen wurden getötet, mehrere weitere verletzt. Nepalesische UN-Soldaten verwundeten einen Angreifer, der später an seinen Verletzungen starb. Weitere fünf wurden gefangen genommen.

## Politik
Bei den Wahlen von 2004/2005 wurde Manuel Mendes zum Chefe de Suco gewählt. Bei den Wahlen 2009 gewann Alberto Fontes und 2016 Francisco Fontes Leite. Er wurde 2023 in seinem Amt bestätigt.